# Друид Хилс (Кентаки)
Друид Хилс (енгл. Druid Hills) град је у америчкој савезној држави Кентаки.

## Демографија
По попису из 2010. године број становника је 308, што је 10 (-3,1%) становника мање него 2000. године.
| Група             | 2000.       | 2010.       |
| Белци             | 316 (99,4%) | 307 (99,7%) |
| Афроамериканци    | 0 (0,0%)    | 0 (0,0%)    |
| Азијати           | 1 (0,3%)    | 0 (0,0%)    |
| Хиспаноамериканци | 1 (0,3%)    | 1 (0,3%)    |
| Укупно            | 318         | 308         |